# سعید ایرانخواه
سعید ایرانخواه بازیکن فوتبال اهل ایران است که در پست هافبک در باشگاه فوتبال کاروان را دارد.
وی سابقه حضور در تیم‌هایی همچون تراکتور، فجر سپاسی، استقلال خوزستان و پیکان را در کارنامه دارد.
ایرانخواه همچنین سابقه دعوت شدن و بازی در  تیم ملی امید ایران را نیز دارد.